# Unité urbaine de Saint-Jean-de-Maurienne
L'unité urbaine de Saint-Jean-de-Maurienne est une unité urbaine française centrée sur la commune de Saint-Jean-de-Maurienne, dans le département de la Savoie en région Auvergne-Rhône-Alpes.

## Données générales
Dans le zonage réalisé par l'Insee en 1999, l'unité urbaine était composée de deux communes.
Dans le zonage réalisé en 2010, l'unité urbaine était composée de quatre communes, ainsi que dans celui réalisé en 2020, les communes de Jarrier et Saint-Pancrace ayant été ajoutées au périmètre.
En 2022, avec 9 135 habitants, elle représente la 4e unité urbaine du département de la Savoie.
En 2020, sa densité de population s'élève à 224 hab/km2. Par sa superficie, elle représente 0,68 % du territoire départemental et, par sa population, elle regroupe 2,09 % de la population du département de la Savoie.

## Composition 2020 de l'unité urbaine
Elle est composée des quatre communes suivantes :
| Nom                                    | Code Insee | Département | Statut       | Superficie (km2) | Population (dernière pop. légale) | Densité (hab./km2) | Modifier                                    |
| -------------------------------------- | ---------- | ----------- | ------------ | ---------------- | --------------------------------- | ------------------ | ------------------------------------------- |
| Saint-Jean-de-Maurienne (ville-centre) | 73248      | Savoie      | ville-centre | 11,51            | 7 524 (2022)                      | 654                | modifier les données · modifier les données |
| Jarrier                                | 73138      | Savoie      | banlieue     | 17,79            | 502 (2022)                        | 28                 | modifier les données · modifier les données |
| Saint-Pancrace                         | 73267      | Savoie      | banlieue     | 5,59             | 305 (2022)                        | 55                 | modifier les données · modifier les données |
| Villargondran                          | 73320      | Savoie      | banlieue     | 6,12             | 804 (2022)                        | 131                | modifier les données · modifier les données |

## Évolution démographique
| 1968  | 1975   | 1982   | 1990   | 1999   | 2009   | 2014  | 2020  |
| ----- | ------ | ------ | ------ | ------ | ------ | ----- | ----- |
| 9 868 | 10 903 | 10 990 | 10 852 | 10 510 | 10 120 | 9 549 | 9 190 |

#### Données générales
- Unité urbaine
- Aire d'attraction d'une ville
- Aire urbaine (France)
- Liste des unités urbaines de France

#### Données démographiques en rapport avec l'unité urbaine de Saint-Jean-de-Maurienne
- Aire d'attraction de Saint-Jean-de-Maurienne
- Arrondissement de Saint-Jean-de-Maurienne

#### Données démographiques en rapport avec la Savoie
- Démographie de la Savoie